# Melanagromyza aeneoventris
Melanagromyza aeneoventris är en tvåvingeart som först beskrevs av Fallen 1823.  Melanagromyza aeneoventris ingår i släktet Melanagromyza och familjen minerarflugor.
Artens utbredningsområde är Sverige. Arten är reproducerande i Sverige. Inga underarter finns listade i Catalogue of Life.